# Comuna Ditrău, Harghita
Ditrău (în maghiară Ditró) este o comună în județul Harghita, Transilvania, România, formată din satele Ditrău (reședința), Jolotca și Țengheler.

## Primari
- 2004-2008: Ferencz Bardócz (Independent)

## Obiectiv memorial
Cimitirul eroilor români și străini din cel de-al Doilea Război Mondial este amplasat lângă cimitirul catolic vechi. A fost construit în anul 1944 și are o suprafață de 510 mp. În acest cimitir sunt înhumați 24 eroi români necunoscuți, un erou român cunoscut și 3 eroi străini.

## Demografie
Componența etnică a comunei Ditrău
     Maghiari (95,08%)
     Alte etnii (0,45%)
     Necunoscută (4,47%)
Componența confesională a comunei Ditrău
     Romano-catolici (92,94%)
     Reformați (1,25%)
     Alte religii (1,04%)
     Necunoscută (4,77%)
Conform recensământului efectuat în 2021, populația comunei Ditrău se ridică la 5.284 de locuitori, în scădere față de recensământul anterior din 2011, când fuseseră înregistrați 5.483 de locuitori. Majoritatea locuitorilor sunt maghiari (95,08%), iar pentru 4,47% nu se cunoaște apartenența etnică. Din punct de vedere confesional, majoritatea locuitorilor sunt romano-catolici (92,94%), cu o minoritate de reformați (1,25%), iar pentru 4,77% nu se cunoaște apartenența confesională.

## Politică și administrație
Comuna Ditrău este administrată de un primar și un consiliu local compus din 15 consilieri. Primarul, Elemér Puskás[*], de la Uniunea Democrată Maghiară din România, este în funcție din 2008. Începând cu alegerile locale din 2024, consiliul local are următoarea componență pe partide politice:
|  | Partid                                 | Consilieri | Componența Consiliului | Componența Consiliului | Componența Consiliului | Componența Consiliului | Componența Consiliului | Componența Consiliului | Componența Consiliului | Componența Consiliului | Componența Consiliului | Componența Consiliului | Componența Consiliului | Componența Consiliului | Componența Consiliului |
|  | -------------------------------------- | ---------- | ---------------------- | ---------------------- | ---------------------- | ---------------------- | ---------------------- | ---------------------- | ---------------------- | ---------------------- | ---------------------- | ---------------------- | ---------------------- | ---------------------- | ---------------------- |
|  | Uniunea Democrată Maghiară din România | 13         |                        |                        |                        |                        |                        |                        |                        |                        |                        |                        |                        |                        |                        |
|  | Alianța Maghiară din Transilvania      | 2          |                        |                        |                        |                        |                        |                        |                        |                        |                        |                        |                        |                        |                        |

## Galerie de imagini

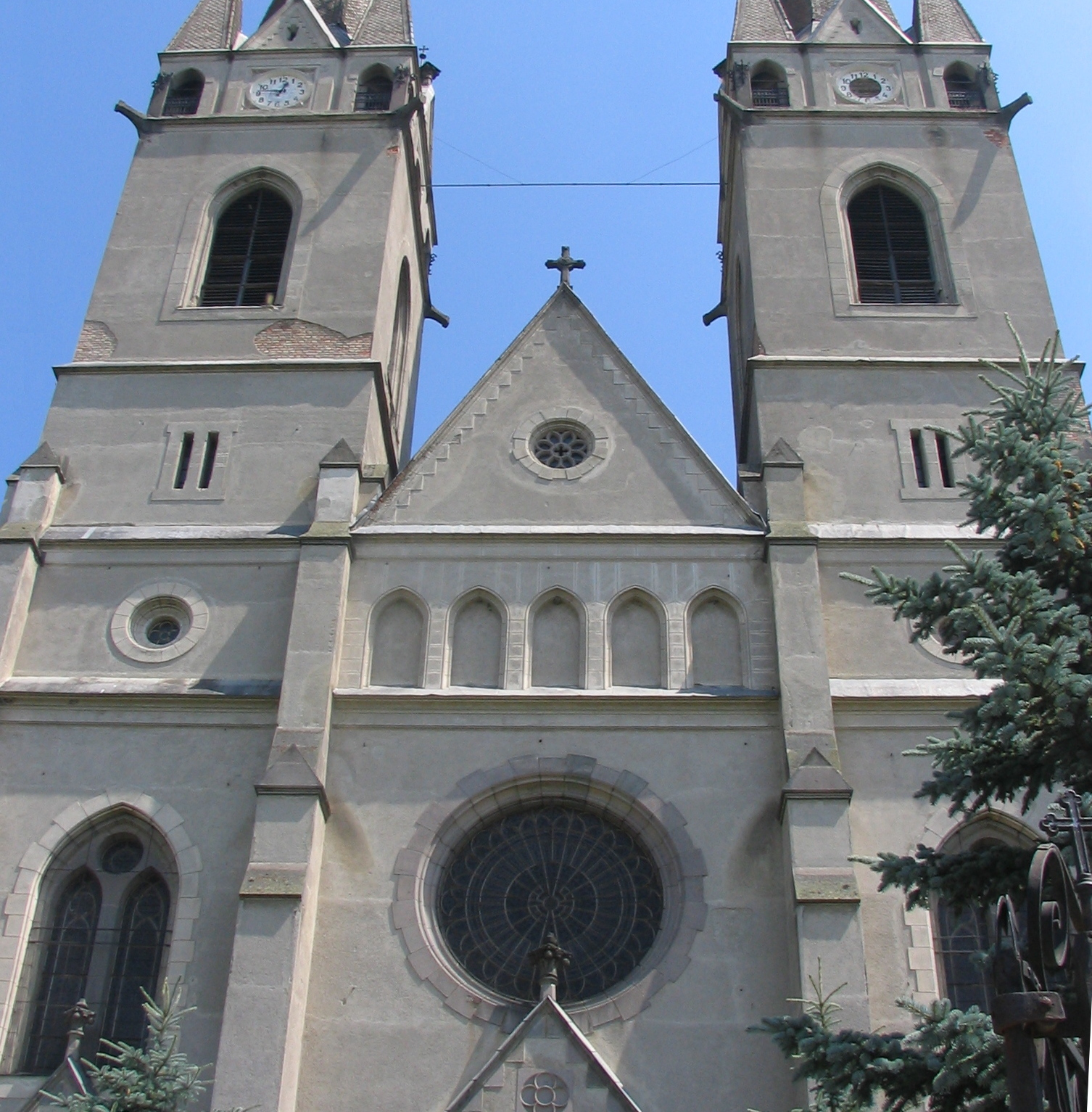
Biserica din Ditrău
Biserica din Ditrău (vitraliu)
Biserica din Ditrău
Date despre Biserica din Ditrău